# Magic Town
Magic Town (bra: A Cidade Encantada ou Cidade Encantada) é um filme estadunidense de 1947, do gênero comédia dramática, dirigido por William A. Wellman, estrelado por James Stewart e Jane Wyman, e coestrelado por Kent Smith, Ned Sparks e Wallace Ford. O roteiro de Robert Riskin foi baseado em uma história que ele escreveu ao lado de Joseph Krumgold.
A trama retrata a história de um pesquisador de opinião pública que encontra uma cidade que reflete perfeitamente as opiniões de todo o país, mas que vê sua vida se complicar ao se envolver romanticamente com uma ativista cívica.
O título do filme refere-se ao "milagre matemático", como é chamado no filme, que permite prever com precisão as ações de todo o país usando apenas certas cidades como referência.
A produção marcou os últimos trabalhos cinematográficos de Donald Meek, Ned Sparks e Harry Holman. Meek faleceu de leucemia enquanto filmava as cenas de seu personagem em novembro de 1946, quase um ano antes do filme ser lançado. Sparks aposentou-se após a conclusão das gravações, afirmando que todos deveriam se aposentar aos 65 anos. Holman faleceu de ataque cardíaco em maio de 1947, seis meses antes do lançamento do filme.

## Sinopse
O negócio de pesquisador de opinião pública de Lawrence "Rip" Smith (James Stewart) está indo mal, mas tudo começa a mudar quando ele descobre que a pequena cidade de Grandview é estatisticamente idêntica ao país inteiro. Ele e seus assistentes vão para lá conduzir pesquisas de forma barata e fácil, em total sigilo para não despertar a consciência dos habitantes do local. Num golpe do destino, sua vida se complica quando ele conhece a ativista cívica Mary Peterman (Jane Wyman), a quem ele acredita que deve ser impedida de fazer mudanças drásticas na cidade. As coisas pioram quando um envolvimento romântico entre os dois surge, colocando tudo em risco.

## Elenco
- James Stewart como Lawrence "Rip" Smith
- Jane Wyman como Mary Peterman
- Kent Smith como Hoopendecker
- Ned Sparks como Ike Sloan
- Wallace Ford como Lou Dicketts
- Regis Toomey como Ed Weaver
- Ann Doran como Sra. Weaver
- Donald Meek como Sr. Twiddle
- E. J. Ballantine como Moody
- Ann Shoemaker como Ma Peterman
- Mickey Kuhn como Hank Nickleby
- Howard Freeman como Richard Nickleby
- Harry Holman como Prefeito
- Mary Currier como Sra. Frisby
- Mickey Roth como Bob Peterman
- Frank Fenton como Birch
- George Irving como Senador Wilton
- Selmer Jackson como George Stringer
- Robert Dudley como Dickey
- Julia Dean como Sra. Wilton
- Joel Friedkin como Dingle
- Paul Scardon como Hodges
- Ray Walker como Associado do Stinger
- George Chandler como Motorista de Ônibus
- Frank Darien como Quincy
- Larry Wheat como Sam Fuller
- James Crane como Shorty
- Richard Belding como Junior Dicketts
- Danny Mummert como Benny

Não-creditados
- Anna Q. Nilsson como Helga
- Edgar Dearing como Cidadão
- Franklyn Farnum como Cidadão
- Snub Pollard como Cidadão
- Bess Flowers como Secretária do Prefeito
- Gabriel Heatter como Locutor de Rádio

## Produção
O título de produção do filme foi "The Magic City". O filme marcou o retorno do ator cômico Ned Sparks às telas após uma ausência de quatro anos.
Em abril de 1946, William A. Wellman estava considerando escalar Janet Blair como a protagonista feminina do filme. Arleen Whelan e Loretta Young foram então anunciadas como as possíveis estrelas, mas Young foi forçada a deixar a produção antes do início das filmagens devido a problemas de saúde. A RKO conseguiu Jane Wyman emprestada da Warner Bros. para a produção do filme.
O filme, a primeira produção independente do escritor Robert Riskin, colaborador frequente do diretor Frank Capra, foi gravado em locações em Encino e Chico, ambas as cidades na Califórnia, de outubro de 1946 a meados de janeiro de 1947.
Em junho de 1947, Riskin colocou o filme novamente em produção porque a grande maioria do público presente na pré-estreia reclamou que a história estava muito desconexa. Cenas adicionadas levaram duas semanas para serem concluídas, gravadas de meados a final daquele mês.
O filme foi uma das primeiras produções sobre a então nova prática de pesquisas de opinião pública, e foi inspirado nos estudos de Middletown.

## Recepção
Como na produção anterior de Stewart, "It's a Wonderful Life" (1946), o filme foi um fracasso de bilheteria na época de seu lançamento. A produção fez o estúdio perder dinheiro, com um prejuízo de US$ 350.000.

## Adaptação para a rádio
Em 15 de dezembro de 1947, o filme foi apresentado em uma transmissão de uma hora do Lux Radio Theatre, com James Stewart e Jane Wyman reprisando seus papéis.